# Карцов, Николай Петрович
Николай Петрович Карцов (Карцев; 6 (18) декабря 1845, Санкт-Петербург — 2 (14) марта 1878, Санкт-Петербург) — российский композитор и музыкальный критик.
Воспитывался в училище правоведения и некоторое время состоял на государственной службе, но затем вышел в отставку и поселился в Лейпциге, где посвятил себя музыке. Учился в консерватории и брал уроки у композитора Карла Рейнеке.
Публиковался как музыкальный критик в газете «Петербургский листок», под псевдонимом C´est moi (с фр. — «Это я»). С 1875 года был редактором-издателем журнала «Музыкальный свет». Сочинял романсы, из которых Н. Ф. Соловьёв особенно выделял «Внимая ужасам войны» (на стихи Н. А. Некрасова).
Приступил к работе над оперой «Христофор Колумб», но смерть пресекла его труд.